# Store Økssø
Store Økssø er en 33 hektar stor skovsø, der ligger centralt i Rold Skov mellem Arden og Skørping i Rebild Kommune. Den tilhører den sjældne naturtype Brunvandet sø, som trods den brune farve er helt ren; den brune farve skyldes et højt indhold af humussyrer.
To moser ved Store Økssø, Havemosen nord for søen og St. Økssø Mose vest for søen er en del af et EU-finansieret naturbeskyttelsesprojekt Life-Højmoser på tilsammen 142 ha . Søen er en del af Natura 2000-område nr. 18 Rold Skov, Lindenborg Ådal og Madum Sø og er både habitatområde og fuglebeskyttelsesområde.
Den har været et meget brugt udflugtsmål, da den ligger i nærheden af jernbanen, hvor der indtil 1972 var et trinbræt, etableret i 1870, så folk kunne tage toget fra omegnens byer, f.eks. Aalborg eller Hobro og komme direkte ud til den smukt beliggende sø.Der er en badebro og en hytte der om vinteren fungerer som sauna for vinterbadere. Lystfiskeri er tilladt med fiskekort, og der kan fanges gedde, aborre og ål.

## Eksterne kilder og henvisninger
1. ↑  "Om Life højmoseprojektet". Arkiveret fra originalen 10. februar 2012. Hentet 8. februar 2012.
2. ↑  "Om moserne ved Store Økssø". Arkiveret fra originalen 12. februar 2012. Hentet 8. februar 2012.

- Store Økssø Arkiveret 11. februar 2012 hos  Wayback Machine på roldskov.info
- Danmarks Søer, Søerne i Nordjyllands og Viborg Amter, af Thorkild Høy m.fl. ISBN 87-7717-200-0

56°48′19.74″N 9°52′9.57″Ø / 56.8054833°N 9.8693250°Ø